# Kalikondang
Kalikondang is een bestuurslaag in het regentschap Demak van de provincie Midden-Java, Indonesië. Kalikondang telt 5983 inwoners (volkstelling 2010).